# Кастриоти, Иван
Гьон Кастриоти (в старой литературе Иван Кастриот; ум. 4 мая 1437) — албанский феодал, правитель княжества Кастриоти. Отец Скандербега.
Гьон владел территорией между мысом Родон и городом Дебар и имел в своём распоряжении войско из двух тысяч всадников.

## Биография
Гьон Кастиоти родился в городе Дебар (современная Республика Северная Македония). Один из трёх сыновей Пала Кастриоти, который владел двумя деревнями в районе Мати, к северо-западу от Дебара. Гьон Кастриоти смог расширить территорию княжества Кастриоти и подчинил своей власти район Мати.
Как и другие албанские феодалы, Гьон Кастриоти также стал вассалом османского султана после 1385 года, когда в битве при Савре турки-османы одержали победу над войском Балши II и Ивана Мрнявчевича. В 1402 году он вместе с другими османскими вассалами из Албании поддерживал султана Баязида I в битве при Анкаре.
В июне 1408 года Гьон Кастриоти был одним из дворян, которые выступили гарантами во время заключения перемирия между черногорским правителем Балшей III и Венецианской республикой во время Первой войны за Шкодер (1405—1413). В 1412 году венецианцы предлагала Гьону Кастриоти взятку в размере 1000 дукатов, а взамен потребовали от него перестать поддерживать Балшу III, но он отказался.
В 1413 году Гьон Кастриоти признал сюзеренитет и стал гражданином Венецианской республики вместе с сыновьями. В 1415—1417 годах Кастриоти, сохраняя хорошие отношения с венецианцами, признал свою вассальную зависимость от Османской империи. В 1419 году венецианцы безуспешно пытались подкупить князей Кастриоти и Дукадьина для борьбы против княжества Зета.
В 1419—1426 годах Гьон Кастриоти был союзником деспота Сербии Стефана Лазаревича, который был также вассалом османского султана. В 1421 году после смерти своего племянника Балши III Стефан Лазаревич унаследовал княжество Зету, но венецианцы не признали это и продолжали держать свои гарнизоны в ряде прибрежных городов Зеты. В августе 1421 года Стефан Лазаревич с войском вступил в Зету и занял города Свети Срдж, Дриваст и Бар. Венецианцы заключили перемирие, удержав за собой Шкодер, Улцинь и Будву. Стефан Лазаревич потребовал от венецианцев сдать эти города, и война возобновилась. В походе Стефана Лазаревича в Зету участвовал албанский отряд под командованием одного из сыновей Гьона Кастриоти. В июне 1422 года Стефан Лазаревич осадил главную венецианскую крепость Шкодер, но в декабре 1422 года венецианцы при поддержке некоторых албанских князей смогли прорвать блокаду города. В январе 1423 года венецианцы подкупили князей Кастриоти, Дукадьина и Захарию, которые со своими отрядами покинули сербского деспота. В апреле 1423 года венецианский адмирал Франческо Бембо предлагал Гьону Кастриоти 300 дукатов за его помощь в войне против Сербии, но последний отказался.
Время от времени Гьон Кастриоти вынужден был отправлять одного или несколько сыновей в качестве заложников ко двору османского султана.
Во время осады турками-османами Фессалоник (1422—1430) венецианцы убедили Гьона Кастриоти поднять восстание против власти османского султана Мурада II. В августе 1428 года Гьон отправил своё посольство в Венецию, где его представители показали письма от султана Мурада II за последние пять лет. В этих письмах султан приказывал Кастриоти напасть на венецианские владения в Албании. Поскольку он отказался исполнять приказ султана, он через своих послов просил Венецию предоставить ему убежище в случае нападения турок-османов на его княжество. В апреле 1430 года после взятия Фессалоник большая турецкая армия под командованием Исхак-бея вступила в Албанию и захватила большую часть домена Гьона Кастриоти. Исхак-бей оставил турецкие гарнизоны в двух замках Кастриоти, а остальные уничтожил. Гьон Кастриоти признал себя вассалом османского султана и сохранил за собой часть своего княжества.
В 1432—1436 годах Гьон Кастриоти участвовал в неудачном восстании албанских князей под руководством Георгия Арианити против турецкого владычества. Турецкие войска под командованием Исхак-бея подавили восстание в Албании.
В мае 1437 года Гьон Кастриоти скончался. После его смерти земли рода Кастриоти были включены в состав турецких владений.

## Семья и дети
Гьон Кастриоти был женат на Войсаве Трипальде из области Полог в Македонии (район современного города Гостивар в Македонии). Супруги имели девять детей, четырёх сыновей и пять дочерей:
- Станиша (ум. 1446)
- Репош (ум. 1430/1431)
- Константин
- Георгий (Скандербег) (1405—1468)
- Мара, муж — Стефан I Черноевич (ум. 1465), князь Зеты (1451—1465)
- Елена, муж — Павел Балша
- Ангелина, муж — Владино Арианито
- Влайка, 1-й муж — Гьон Музаки, 2-й муж — Стефан Балшич
- Мамика, муж — Музаки Топиа.